# Vera Ralston
Vera Ralston (ur. 12 lipca 1919, zm. 9 lutego 2003) – amerykańska aktorka i łyżwiarka figurowa pochodzenia czeskiego.

## Filmografia
- 1942: Ice-Capades Revue jako łyżwiarka
- 1945: Dakota jako Sandy Poli
- 1951: Belle Le Grand jako Belle Le Grand
- 1956: Accused of Murder jako Ilona Vance
- 1958: The Notorious Mr. Monks jako Angela Monks

## Wyróżnienia
Zdobyła złoty i srebrny medal na zawodach łyżwiarskich, a także posiada swoją gwiazdę na Hollywoodzkiej Alei Gwiazd.